# خيسوس إغليسياس كورتيس
خيسوس إغليسياس كورتيس (بالإسبانية: Jesus Iglesias Cortes)‏ هو سباح إسباني، ولد في 25 ديسمبر 1968 في برشلونة في إسبانيا.

## روابط خارجية
- خيسوس إغليسياس كورتيس على موقع Paralympic.org (الإنجليزية)
- خيسوس إغليسياس كورتيس على موقع اللجنة البارالمبية الإسبانية (الإسبانية)